# 37 mm Gun M3
Il cannone controcarri M3 da 37 mm, era ispirato al Pak 35 tedesco; si trattava di un cannone diverso e più moderno, anche se non altrettanto potente come quello tedesco. Fu adottato nel 1941 come artiglieria standard della specialità nell'US Army.
Venne usato senza successo contro i corazzati in Europa, mentre ebbe maggior successo nei teatri di guerra del Pacifico, contro i più leggeri carri armati giapponesi. Contro i giapponesi venne usato anche con munizioni shrapnel antiuomo. 
Aveva un affusto leggero, del peso di 410 kg, coda divaricabile, alzo tra -10 e +15 gradi, e perforava 25 mm a 915 m (1 pollice a 1000 yarde).
La produzione, durata per 5 anni, arrivò ad oltre 18.000 pezzi, nonostante la presenza di artiglierie da 57 e 76 mm più potenti.
Le varianti da carro armato M5 e M6 vennero impiegate anche sui carri leggeri M3 Lee/Grant e M5 Stuart.